# روستاهای تاریخی شیراکاواگو و گوکایاما
روستاهای تاریخی شیراکاواگو و گوکایاما یکی از اماکن ثبت شده در فهرست میراث جهانی یونسکو در ژاپن است .  
این مکان در کنار دره رودخانه شوگاوا که در سراسر مرز گیفو و استان تویاما کشیده شده، در شمال ژاپن واقع شده‌است . شیراکاوا – گو ( منطقه قدیمی رودخانه سفید ) در روستای شیراکاوا در استان گیفو قرار دارد . منطقه گوکایاما ( ۵ کوهستان ) میان روستاهای سابق کامیتایرا و تایرا در نانتو، تویاما تقسیم شده‌است . 